# Letní paralympijské hry 2012
Letní paralympijské hry 2012, oficiálně XIV. letní paralympijské hry (anglicky 2012 Summer Paralympics), se konaly v britském Londýně. Slavnostní zahájení proběhlo 29. srpna 2012, ukončení se pak uskutečnilo 9. září 2012. Her se účastnilo 164 zemí a zhruba 4302 paralympioniků ve 20 sportech.

## Volba pořadatele
Kandidaturu na pořadatelství letních olympijských a paralympijských her nabídlo celkem devět měst, která podala přihlášku do 15. června 2003. Všechna města prošla výběrovým řízením, které je na základě vyplněných dotazníků ohodnotilo v celkem jedenácti kritériích (jako doprava, finance, ubytování atd.) a stanovilo skóre vyjadřující schopnost pořádat olympiádu:
- Paříž, Francie – skóre 8,5
- Madrid, Španělsko – skóre 8,3
- Londýn, Spojené království – skóre 7,6
- New York City, USA – skóre 7,5
- Moskva, Rusko – skóre 6,5
- Lipsko, Německo – skóre 6,0
- Rio de Janeiro, Brazílie – skóre 5,1
- Istanbul, Turecko – skóre 4,8
- Havana, Kuba – skóre 3,6

Pět nejlepších adeptů bylo vybráno do finálové volby, ze které nakonec vzešlo vítězně město Londýn.
| Město    | Stát               | První kolo | Druhé kolo | Třetí kolo | Čtvrté kolo |
| -------- | ------------------ | ---------- | ---------- | ---------- | ----------- |
| Londýn   | Spojené království | 22         | 27         | 39         | 54          |
| Paříž    | Francie            | 21         | 25         | 33         | 50          |
| Madrid   | Španělsko          | 20         | 32         | 31         | —           |
| New York | USA                | 19         | 16         | —          | —           |
| Moskva   | Rusko              | 15         | —          | —          | —           |

## Paralympijská sportoviště

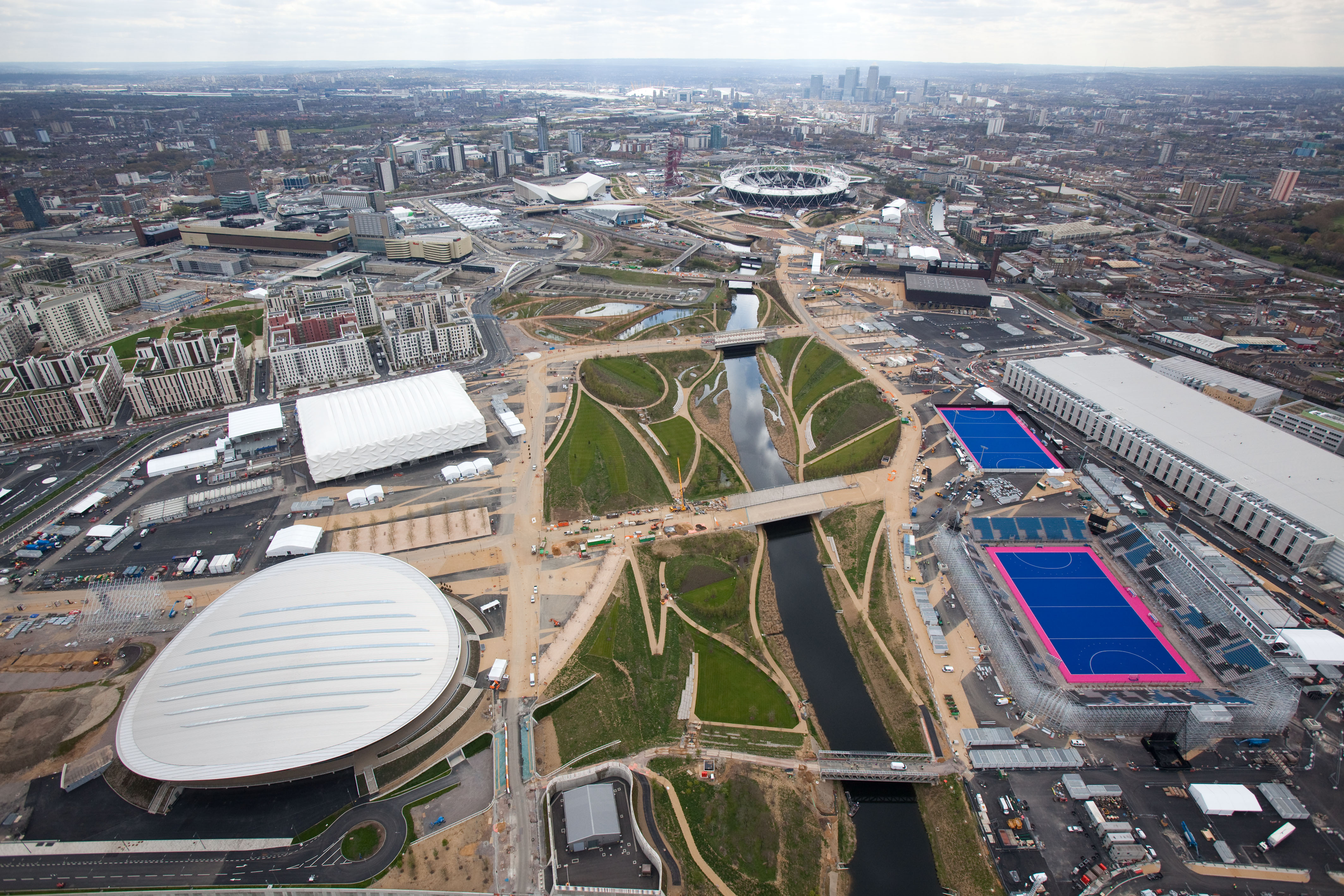
Londýnský olympijský park 16. dubna v roce 2012

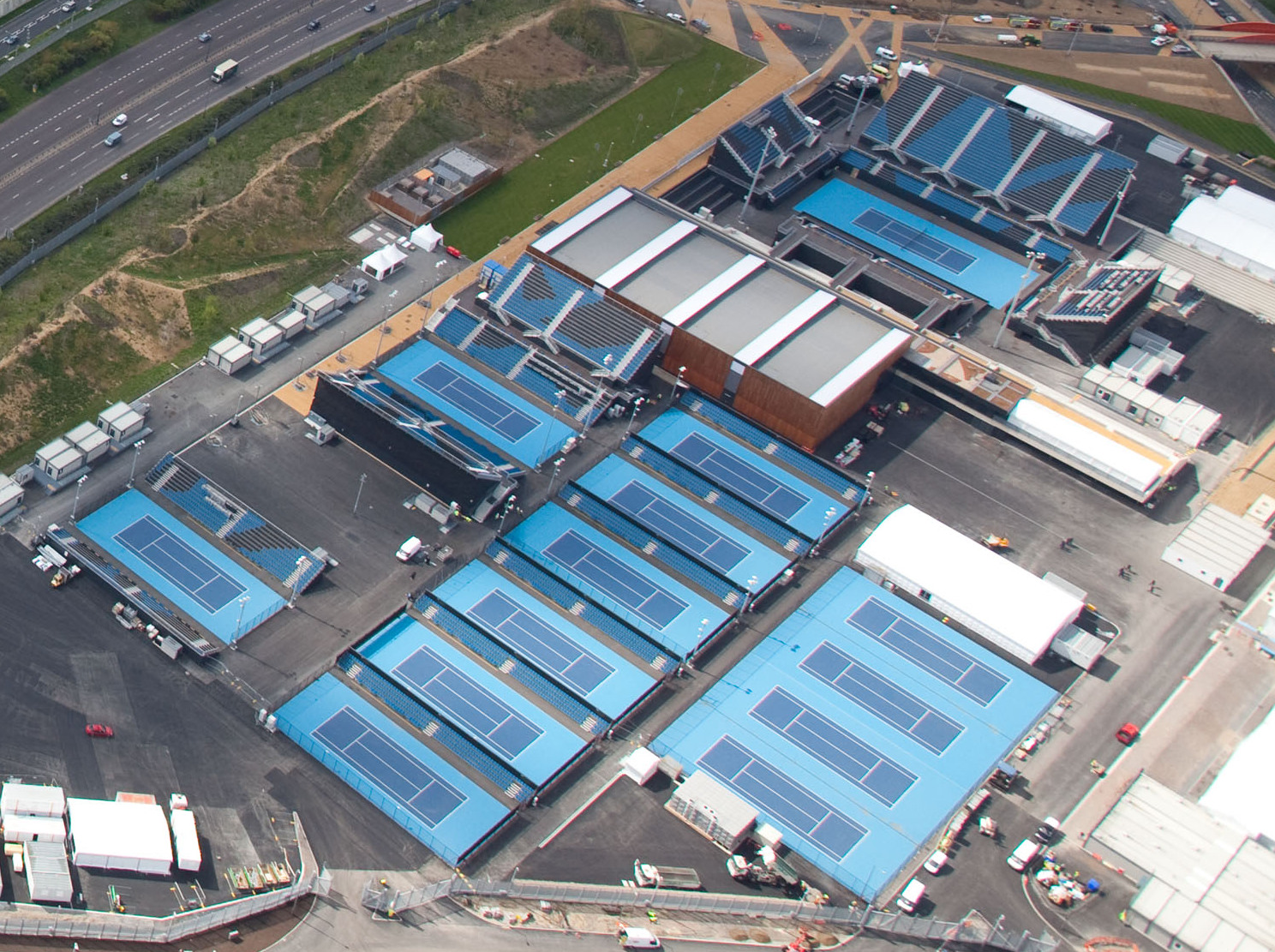
Letecký pohled na Eton Manor

### Londýnský olympijský park
V Londýnském olympijském parku se nacházela tato sportoviště:
- Aquatics Centre (plavání)
- Basketball Arena (basketbal (vozíčkáři), rugby (vozíčkáři))
- Eton Manor (tenis (vozíčkáři))
- Handball Arena - Copper Box (goalball)
- Hockey Centre (fotbal (5 hráčů), fotbal (7 hráčů))
- Olympic Stadium (hlavní olympijský stadion, atletika, slavností zahájení a zakončení LPH 2012)
- Velodrom (dráhová cyklistika)

### Ostatní sportoviště v Londýně
- ExCeL (boccia, šerm (vozíčkáři), judo, stolní tenis, volejbal (sedící), powerlifting)
- Greenwich Park (jezdectví)
- Hampton Court Palace (silniční cyklistika/časovka jednotlivců)
- North Greenwich Arena (basketbal (vozíčkáři))
- Royal Artillery Barracks (sportovní střelba, lukostřelba)
- The Mall (lehká atletika - maratonské běhy)

### Sportoviště mimo Londýn
- Eton Dorney (veslování) - Eton
- Brands Hatch - (silniční cyklistika)
- Weymouth a Portland (jachting)

## Soutěže
Na XV. Letních paralympijských hrách se soutěžilo v celkem 20 sportovních odvětvích.

### Sportovní odvětví
| - Lukostřelba - Atletika - Boccia - Cyklistika - Silniční cyklistika - Dráhová cyklistika | - Jezdectví - Fotbal pětičlenná družstva (zrakově postižení) - Fotbal sedmičlenná družstva (tělesně postižení) - Goalball - Judo | - Powerlifting - Veslování - Střelba - Plavání - Stolní tenis | - Jachting - Volejbal (sezení) - Basketbal (vozíčkáři) - Šerm (vozíčkáři) - Rugby (vozíčkáři) - Tenis (vozíčkáři) |

## Pořadí národů
Nejúspěšnějším sportovcem na XIV. hrách byla australská plavkyně Jacqueline Freneyová, která získala osm zlatých medailí. Brazilec Daniel Dias (plavání) se se šesti zlatými stal nejúspěšnějším mužem a druhým nejúspěšnějším závodníkem paralympiády.
| Pořadí | Země               | Zlato | Stříbro | Bronz | Celkem |
| ------ | ------------------ | ----- | ------- | ----- | ------ |
| 1.     | Čína               | 95    | 71      | 65    | 231    |
| 2.     | Rusko              | 36    | 38      | 28    | 102    |
| 3.     | Spojené království | 34    | 43      | 43    | 120    |
| 4.     | Ukrajina           | 32    | 24      | 28    | 84     |
| 5.     | Austrálie          | 32    | 23      | 30    | 85     |
| 6.     | USA                | 31    | 29      | 38    | 98     |
| 7.     | Brazílie           | 21    | 14      | 8     | 43     |
| 8.     | Německo            | 18    | 26      | 22    | 66     |
| 9.     | Polsko             | 14    | 13      | 9     | 36     |
| 10.    | Nizozemsko         | 10    | 10      | 19    | 39     |
|        |                    |       |         |       |        |
| 42.    | Česko              | 1     | 6       | 4     | 11     |

## Česko na LPH 2012
Českou republiku reprezentovalo na LPH 2012 celkem 46 sportovců. Získali celkem 11 medailí, nejúspěšnějším závodníkem byl cyklista Jiří Ježek s jednou zlatou a jednou stříbrnou.